# فتحي جابر
فتحي جابر (مواليد 29 ديسمبر 1980 في اليمن) هو لاعب كرة قدم يمني.

## روابط خارجية
- فتحي جابر على موقع ناشيونال فوتبول تيمز (الإنجليزية)
- فتحي جابر على موقع كووورة